# Zoom Airlines
Zoom Airlines – nieistniejąca kanadyjska tania linia lotnicza z siedzibą w Ottawie, obsługiwała połączenia do Europy, Ameryki Północnej, Azji, Ameryki Południowej i na Karaiby. Linie ogłosiły bankructwo 28 sierpnia 2008.

## Flota
W chwili upadku linii flota składała się z następujących samolotów.
| Model            | Ilość | Zamówienia |
| ---------------- | ----- | ---------- |
| Boeing 757-200   | 2     | 0          |
| Boeing 767-300ER | 3     | 0          |